# Eberswalde
Eberswalde este un oraș din landul Brandenburg, Germania.